# Fuldamobil S-6
Das Fuldamobil S-6 ist ein Automodell der Elektromaschinenbau Fulda GmbH und wurde unter der Marke Fuldamobil angeboten. Es erschien 1956 als Nachfolger des Fuldamobil S-4 und wurde 1957 vom Fuldamobil S-7 abgelöst.

## Karosserie
Die geschlossene zweitürige Karosserie bot Platz für 2 + 2 Personen. Die Türen waren wie bei allen Modellen des Fuldamobils an der B-Säule angeschlagen. Am Heck des Fahrzeugs befand sich eine Panoramaheckscheibe anstelle der bisher verwendeten Heckklappe mit Rückfenster.

## Antrieb
Der luft- bzw. gebläsegekühlte Einzylinder-Zweitaktmotor von Fichtel & Sachs verfügte über 191 cm³ Hubraum und leistete 10 PS. Er war vor der mit Schmalspur ausgestatteten Hinterachse montiert und trieb die Hinterräder an. Auf Wunsch war auch eine Dreiradausführung mit einem einzelnen Hinterrad erhältlich. Die Höchstgeschwindigkeit betrug 80 km/h.

## Neupreis und Stückzahl
Der Neupreis betrug 2250 DM. Es entstanden zwischen Oktober 1956 und Juni 1957 etwa 123 Exemplare.